# B-52 (cocktail)
Il B-52 è un cocktail nato negli U.S.A. composto principalmente da Kahlúa, crema di whiskey e Grand Marnier.
La sua preparazione prevede una tecnica a strati, per cui data la diversa densità degli ingredienti, essi tendono a restare separati invece di mischiarsi.
Viene servito in una coppetta Martini, e presenta numerose varianti, come lo shot, oppure infiammato anche se quest'ultimo non è accettato come costruzione professionale.
Ha fatto parte della lista dei cocktail ufficiali riconosciuti dall'IBA dal 2004 al 2011.

## Storia
Il nome si riferisce al bombardiere a lungo raggio Boeing B-52 Stratofortress prodotto dalla Boeing in servizio per la Air Force degli Stati Uniti (USAF), che è stato usato nella Guerra del Vietnam per sganciare le bombe incendiarie al Napalm (ed è probabilmente da ciò che è nata la versione infiammabile).
La sua origine è abbastanza incerta, certuni sostengono che sia stato creato nel ristorante "Alice's" a Malibù, in California, certi altri invece sostengono che sia nato nella "Keg Steakhouse" a Calgary, in Canada, nel 1977. Alcune voci, inoltre, sostengono che fu creato da Adam Honigman, un barman al Maxwell's Plum Bar di New York City, verso la fine degli anni settanta oppure i primi anni ottanta. La sua popolarità alquanto diffusa ha creato molte varianti, elencate nella sezione omonima sotto. Tutte insieme, questi cocktail sono considerati la Serie B-50.

## Preparazione
Sebbene esistano macchine (dal funzionamento spesso scenografico) per la preparazione automatica di questo cocktail, un abile barman riesce a prepararlo senza difficoltà.
Cocktail di questo genere, con suddivisione orizzontale, vengono definiti layer, inoltre la loro preparazione è detta costruzione, essendo essa opposta allo shakerare o al mescolare.
Per primo si versa nel bicchierino il liquore al caffè (per esempio Tia Maria o Kahlúa), successivamente si versa la crema di whiskey molto lentamente facendola scorrere sul retro di un cucchiaio da cocktail (quelli col manico molto lungo) prestando attenzione al disturbare il meno possibile lo strato inferiore versando quello superiore. Allo stesso modo, sempre con molta attenzione, si versa il Grand Marnier sopra il tutto.

## Versione infiammabile
Per un effetto più coreografico va bevuto infiammato: basta dare fuoco al Grand Marnier con un accendino ed in pochi secondi prenderà fuoco; alcuni sostituiscono il Grand Marnier con altri distillati o liquori di gradazione superiore o aggiungono alcol etilico puro, ma non è necessario, oltre che deleterio, in quanto esso ha un gusto molto pungente. Un trucco è quello di riscaldare preventivamente il Grand Marnier, oppure di versarne un po' in un cucchiaio, accenderlo e poi versarlo con delicatezza nel bicchiere.
Una volta acceso va bevuto con la cannuccia tutto d'un fiato per evitare che essa prenda fuoco: difatti, aspirando, il liquido la raffredda.
Lasciando il bicchiere acceso, le fiamme non passeranno mai negli strati inferiori in quanto, esaurita la parte superficiale di alcol, esse si spegneranno da sole e gli strati di liquore, sottostanti al Grand Marnier, rimarranno sempre freddi.

## Varianti
- B-52 con Bombay Doors: un B-52 con gin Bombay;
- B-52 nel deserto: un B-52 con tequila al posto della crema di whiskey;
- B-52: un B-52 con Cointreau;
- B-53: un B-52 con Vodka;
- B-54: un B-52 con Amaretto;
- B-55: un B-52 con Assenzio;
- B-57: un B-52 con Sambuca al posto della crema di whiskey e Triple sec al posto del Grand Marnier.